# Dario Castello
Dario Castello (c. 1590-c. 1630) fue un compositor y violinista italiano de comienzos del siglo XVII. Pertenecía a la escuela veneciana.
No se conocen datos biográficos de Castello, incluso las fechas de nacimiento y muerte se ignoran, aunque se sabe que fue bautizado el 9 de octubre de 1602. Algunos autores datan el año de su muerte en 1630, durante la gran plaga de peste, ya que no aparece ninguna publicación suya después de esa fecha. Se sabe que en 1625 era maestro de capilla de San Marcos en Venecia y se le relaciona también con Claudio Monteverdi.

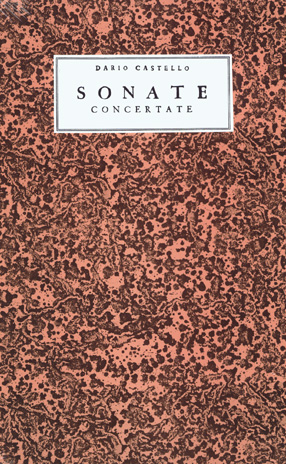
Facsímil de las Sonate Concertate in Stil Moderno per Sonar nel Organo overo Spineta, Libro Primo, V.

De su obra se conocen 29 composiciones. Su música era ingeniosa y técnicamente estimulante. Sus composiciones se seguían publicando en 1650, lo que da cierta idea de la influencia de Castello. Escribió dos libros de sonatas, donde se refleja un gusto nuevo por el virtuosismo.

## Su obra
- Sonate Concertate en Still Moderno, Libro I, Venecia, 1621.
- Sonate Concertate en Still Moderno, Libro II, Venecia, 1629.
- Exultate Deo, motet (1625)
- Il Magni (1629)

- Datos: Q958865
- Multimedia: Dario Castello / Q958865